# 大城山遊樂場
大城山遊樂場（：／ Taesŏngsanyuhŭijang）位於朝鮮民主主義人民共和國首都平壤市的大城山山腳，於1977年開始營業，佔地約180,000平方公呎，設有從日本進口的16種遊樂設施，宣稱每天接待30,000名遊客。遊客可以搭乘平壤地鐵革新線至樂園 (Rakwon)車站下車，直接到達大城山遊樂場。大城山遊樂場鄰近朝鮮中央植物園、朝鮮中央動物園、大城山城及安鶴宮等。